# Toyohashi
Toyohashi (豊橋市; -shi) é uma cidade japonesa localizada na província de Aichi. 
Em Abril de 2012 a cidade tinha uma população estimada em 380 538  habitantes e uma densidade populacional de 1 413,94 h/km². Tem uma área total de 261,26 km². 
Recebeu o estatuto de cidade a 1 de Agosto de 1906.

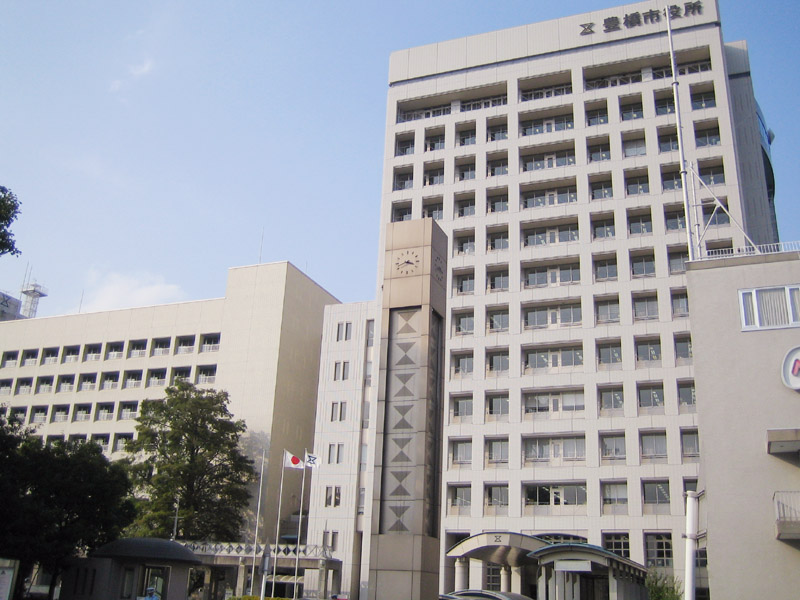
Prefeitura de Toyohashi

## Economia

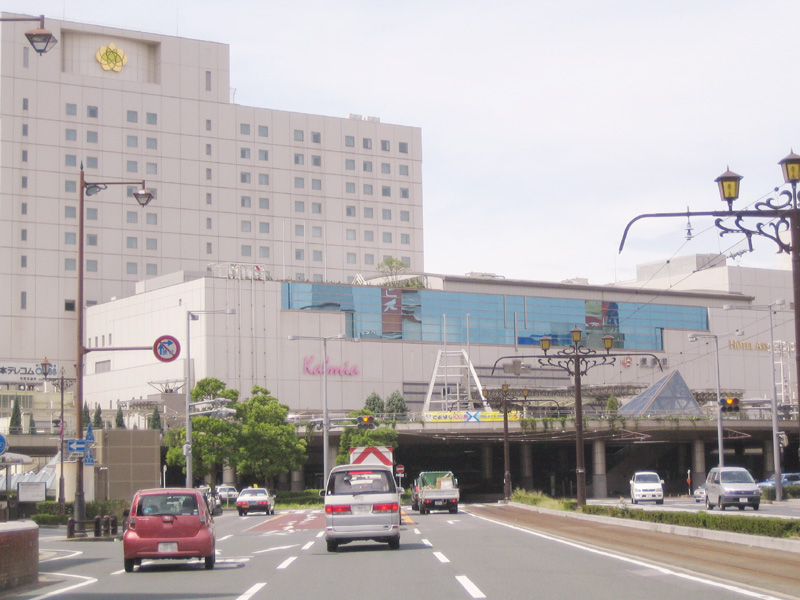
Estação de Toyohashi

## Transportes

### Ferrovias
Na cidade de Toyohashi encontra-se a estação de Toyohashi (豊橋駅 - Toyohashi Eki), passando por ela a importante linha JR Tōkaidō , Iida e Tōkaidō Shinkansen, além das Linhas Meitetsu e Toyotetsu.
- JR Tokai
  - Linha Tōkaidō (Toyohashi ↔ Nagoya, Maibara ; Toyohashi ↔ Hamamatsu, Shizuoka)
  - Linha Iida (Toyohashi ↔ Toyokawa, Iida, Tatsuno)
  - Linha Tōkaidō Shinkansen (Toyohashi ↔ Tokyo ; Toyohashi ↔ Nagoya, Shin-Ōsaka)
- Meitetsu
  - Linha Nagoya (Toyohashi ↔ Meitetsu-Nagoya, Meitetsu-Gifu)
- Toyotetsu (Toyohashi Tetsudo)
  - Linha Atsumi (Shin-Toyohashi ↔ Mikawa-Tahara)
  - Linha Azumada (bondinho) (Toyohashi Ekimae ↔ Akaiwaguchi, Undo Kouen Mae)

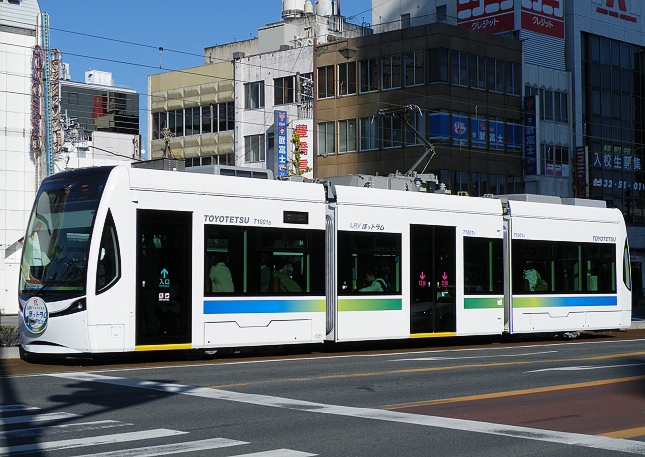
Bondinho

### Rodovias
- Rodovia expressa
  - Rodovia Expressa Tōmei (Toyokawa IC - Toyokawa)
- Rodovias nacionais
  - Rodovia Nacionnal Rota 1
  - Rodovia Nacionnal Rota 23
  - Rodovia Nacionnal Rota 42
  - Rodovia Nacionnal Rota 151
  - Rodovia Nacionnal Rota 259
  - Rodovia Nacionnal Rota 362

## Educação
Além de contar com inúmeras escolas públicas japonesas, temos também em Toyohashi estabelecimentos de ensino brasileiro e escolas de idiomas.

### Ensino Superior
- Universidade de Aichi (愛知大学, Aichi Daigaku)
- Faculdade de Tecnologia de Toyohashi (豊橋技術科学大学, Toyohashi Gijutsu Kagaku Daigaku)
- Faculdade Sōzō de Toyohashi (豊橋創造大学, Toyohashi Sōzō Daigaku)

### Ensino Infantil
- Escola Alegria de Saber (エスコーラ・アレグリア・デ・サベール) - Brazilian school[2]
- Escola Cantinho Brasileiro (カンティーニョ学園) - Brazilian primary school[2]
- EJA Interativo – Educação de Jovens e Adultos - Brazilian institution[2]
- Toyohashi Korean Elementary School and Kindergarten (豊橋朝鮮初級学校) - North Korean school

## Diversão
Toyohashi conta com restaurantes típicos japoneses (asiáticos) e cozinha ocidental, principalmente italianos. Conta também com restaurantes brasileiros. Além de inúmeros snacks, pubs e karaokes, diversão típica da cultura local.

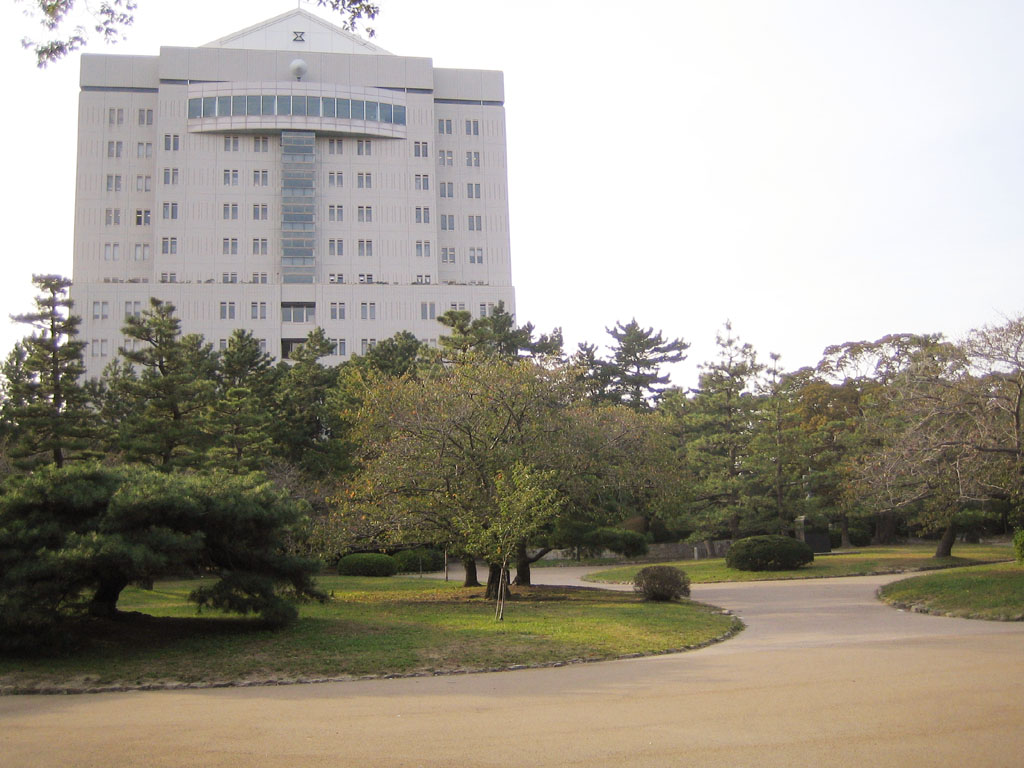
Parque Toyohashi Kouen

### Parques e pontos turísticos
- Toyohashi Kouen: Parque situado ao lado da prefeitura de Toyohashi, possui o Castelo de Yoshida (吉田城址 Yoshida-jō) e o Museu Municipal de Artes e História (豊橋市美術博物館 Toyohashi-shi Bijutsu Hakubutsukan Kenritsu Bijutsukan)
- Takashi Kouen
- Miyuki Kouen
- Iwata Undou Koen
- Teatro Municipal de Toyohashi (豊橋市公会堂, Toyohashi-shi Kōkaidō):Possui grande impotância nacional

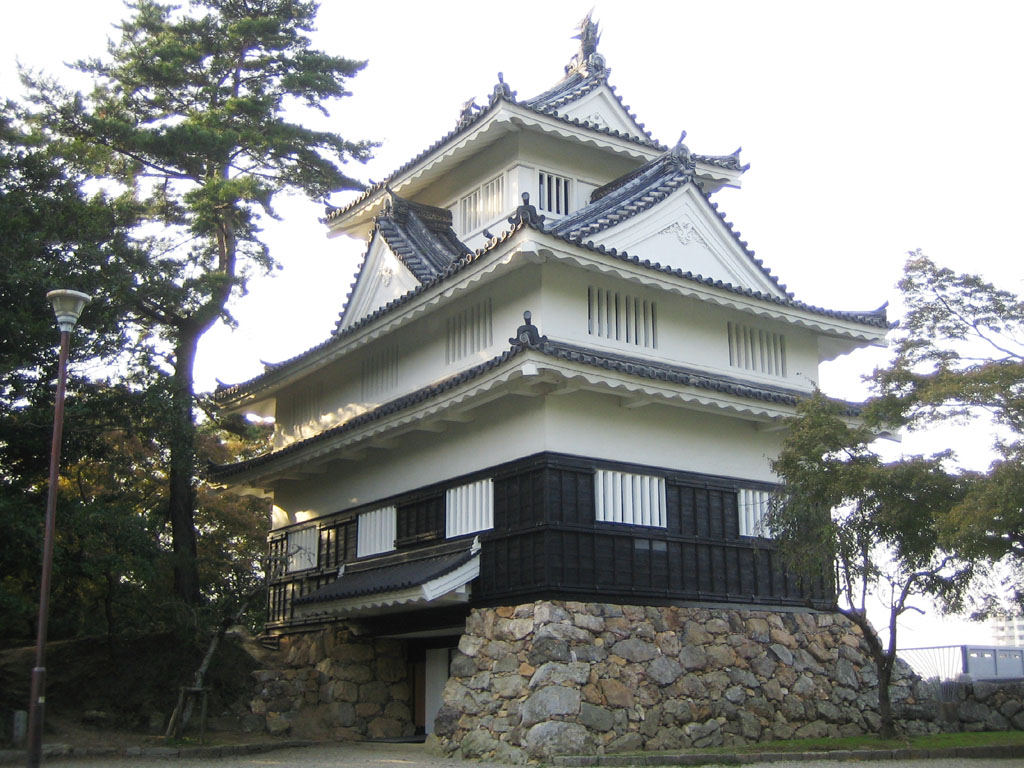
Castelo Yoshida

## Dekassegis
Atualmente, em Toyohashi, encontra-se grande concentração de imigrantes brasileiros, nikkeis e seus familiares. A cidade conta com grande infraestrutura para atender aos brasileiros. A prefeitura de Toyohashi dispõe de atendimento em português, além de lojas de produtos e serviços brasileiros. Encontra-se, também, na cidade, grande interesse de comerciantes japoneses em atender em português os clientes brasileiros, pois a grande maioria dos brasileiros residentes na cidade são, em geral, cidadãos economicamente ativos.
Os dekassegis em Toyohashi dão uma contribuição considerável a região, sendo que trabalham principalmente em fábricas de auto-peças. Essas fábricas, no geral, produzem peças para automóveis da marca Toyota e Suzuki. A empresa Toyota tem uma planta nas cidades de Tahara e Toyota (Aichi) e a Suzuki com planta em Kosai e Iwata, que são cidades próximas a Toyohashi.
Mas não é só de auto-peças que se destaca a indústria local. Em Toyohashi temos o Porto de Mikawa, onde são importados carros europeus e suco de laranja brasileiro. Mais uma vez a importância e contribuição vinda do Brasil. Sendo o suco de laranja brasileiro responsável por 90% do suco de laranja consumido no Japão. 
Nas máquinas de auto atendimento do Banco Mitsubishi UFJ, encontra-se telas de atendimentos em português, e na agência central do Banco Mitsubishi UFJ, encontramos atendimento em português.
No mês de junho a Igreja Católica local e a Associação Internacional de Toyohashi promovem a festa Junina e no dia 7 de Setembro é realizado o dia do Brasil.
Com toda essa infraestrutura e boa recepção por parte do governo local, Toyohashi se torna um grande reduto de brasileiros no Japão. Dados de 1 de Dezembro de 2006 referem que a população local é de 381.999 habitantes, sendo a população estrangeira de 19.082 pessoas, onde se destaca a brasileira, representada por 12.330 cidadãos, que vivem e trabalham em Toyohashi.
Não há como negar a contribuição dos brasileiros a Toyohashi e a boa recepção que os brasileiros recebem. Contudo, os acontecimentos de crimes cometidos por brasileiros no Japão tem afetado diretamente a imagem do brasileiro em Toyohashi. Um dos problemas dos brasileiros residentes em Toyohashi é a dificuldade em alugar um imóvel, pois os proprietários temem alugar seu imóvel a estrangeiros, devido a mídia japonesa sensacionalizar os crimes cometidos por estrangeiros latinos americanos.

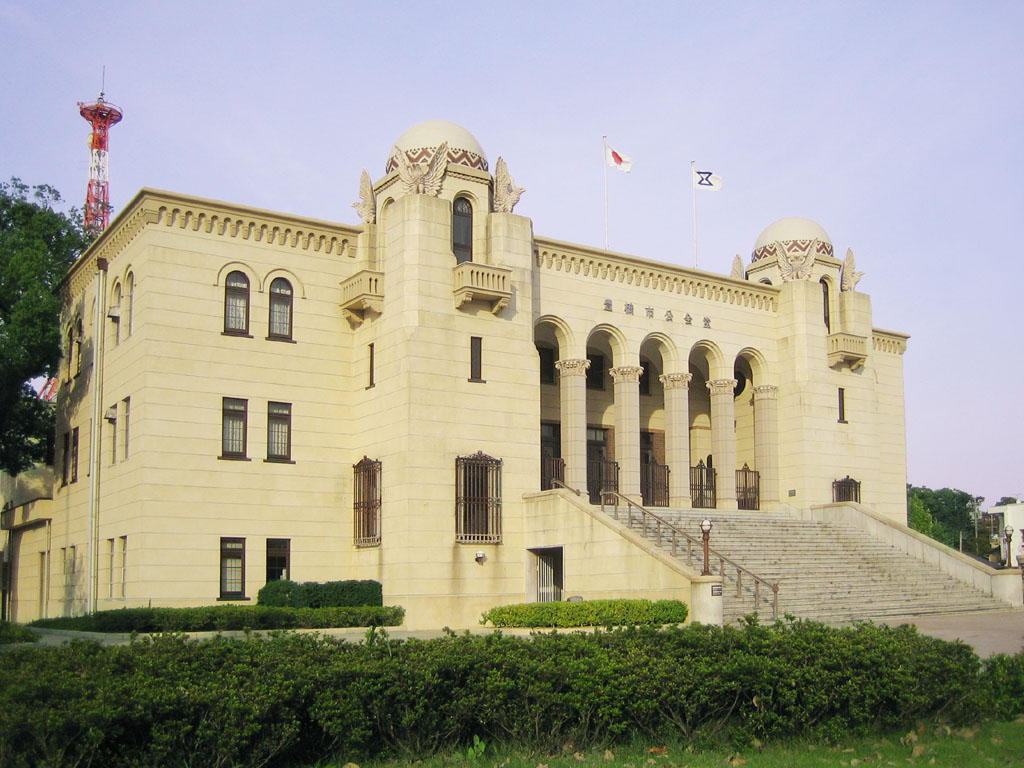
Teatro Municipal de Toyohashi

## Personalidades
- Masatoshi Koshiba (1926), Prémio Nobel de Física de 2002
- Kitaro (1953) músico.